# Zombi 3
Pour les articles homonymes, voir Zombie (homonymie).
Série
L'Enfer des zombies
(1979) Zombie 4
(1989)
Pour plus de détails, voir Fiche technique et Distribution.
Zombi 3 est un film d'épouvante italien co-réalisé par Lucio Fulci, Bruno Mattei et Claudio Fragasso, sorti en 1988.
Le film suit un groupe de voyous qui dérobe un gaz toxique, lequel va contaminer l'un d'entre eux et provoquer sa mort. Il se fera ensuite incinérer par les militaires dépêchés sur place, ce qui provoquera une fumée nocive contaminant les habitants locaux, les transformant en zombies. Alors que des scientifiques s’efforcent de trouver un antidote, les militaires décident d'exterminer toutes les populations présentes dans la zone contaminée, une zone qui cependant ne cesse de s’étendre.
Le film est la suite officielle du film culte L'Enfer des zombies (alias Zombi 2), qui a été tourné par Lucio Fulci aux Philippines en 1979 avec un budget très serré. Zombi 3 est connu pour son tournage difficile et les problèmes qui ont surgi sur le plateau, mais surtout pour ses nombreuses erreurs, son jeu d'acteur médiocre et ses moments involontairement comiques. À la différence de Zombi 2 qui avait été largement distribué, Zombi 3 n'a bénéficié d'une sortie en salles qu'en Italie, où il n'a pas rencontré le succès. Dans le reste du monde, il a donc été distribué directement en vidéo. Les critiques ont rejeté le film principalement à cause de son intrigue absurde et du manque de continuité causé par l'alternance de trois réalisateurs différents.

## Synopsis
Dans un laboratoire clandestin d'armes biologiques aux Philippines, des scientifiques travaillent sur un virus appelé « Death One », qui réanime les morts. Soudain, un groupe de voyous vole des fioles contenant le virus. Pendant la fuite, l'un des voyous se fait tirer dessus, la mallette contenant le virus lui échappe des mains et il est infecté. Pour le rattraper et l'empêcher de contaminer d'autres personnes, un médecin, le Dr Older, et le général Morton décident de faire encercler la ville. Entre-temps, le voleur a réussi à se cacher dans un hôtel et les symptômes de l'infection apparaissent rapidement. Les militaires parviennent à localiser la cachette, l'encerclent et évacuent la zone, mais lorsqu'ils le retrouvent, l'homme est déjà mort. Le général ordonne que les personnes présentes soient tuées et enterrées dans une fosse commune, que l'hôtel soit démoli et que le voleur soit incinéré. Aucune attention n'est cependant accordée à la fumée et aux cendres, qui se sont répandues dans la ville et ont infecté une volée d'oiseaux.
La semaine suivante, un groupe de soldats en permission et un groupe de garçons se rencontrent par hasard. Une jeune fille, Lia, est attaquée par des oiseaux infectés et contracte le virus. La scène se déplace vers deux autres garçons, Patricia et Glen, qui voyagent en voiture. Glen est également blessé par une volée d'oiseaux. Lorsqu'ils atteignent une station hors service, Patricia sort de la voiture pour aller chercher de l'eau pour Glen, mais elle est attaquée par un zombie qui tente de la tuer avec une machette. Échappant à l'attaque, Patricia parvient à remonter dans la voiture après avoir mis le feu à la station.
Les scientifiques, quant à eux, détectent des niveaux élevés de radioactivité causés par un nuage toxique. Lorsque les gens deviennent radioactifs, ils sont poussés à tuer, à semer le désordre et à pratiquer le cannibalisme. Là encore, on s'efforce de boucler la zone, tandis que les scientifiques se mettent à la recherche d'un antidote. Les garçons du bus, ainsi que les militaires, arrivent à l'hôtel d'où provient l'infection. L'état de Lia s'aggrave ; l'une des filles et Bo, l'un des soldats, partent à la recherche d'un médecin, tandis que les autres fouillent l'hôtel et trouvent une caisse pleine d'armes. La voiture dans laquelle Bo et la jeune fille voyagent s'arrête en raison d'une panne. La jeune fille part à la recherche d'eau, mais elle est attaquée par un zombie. En entendant ses cris, Bo tente de la sauver, mais il est attaqué par la fille elle-même, qui tente de le mordre. Bien qu'il soit entouré d'autres zombies, il parvient à s'échapper et retrouve Patricia et Glen dans leur voiture en route pour l'hôpital de Santa Monica. À la nuit tombée, Glen attaque Patricia et Bo parvient à l'arrêter, mais il est à nouveau encerclé par les zombies et tué. En sortant de la voiture, Patricia, poursuivie, se blesse à la jambe. Elle parvient cependant à semer le groupe de zombies en sautant d'un pont suspendu dans l'eau.
Dans l'hôtel, deux garçons vont chercher de la nourriture, mais en ouvrant le réfrigérateur, ils sont attaqués et tués par une tête coupée à l'intérieur. L'une des filles, Nancy, est attaquée par Lia, qui est devenue un zombie. Nancy prend le dessus et jette Lia par la fenêtre. Patricia arrive à l'hôtel et informe les garçons de l'arrivée imminente des zombies qui la suivaient. Tous ensemble, ils commencent à se barricader à l'intérieur de l'hôtel. Cependant, leurs défenses ne sont pas suffisantes et l'un des garçons est tué pendant l'assaut. Les survivants quittent l'hôtel et se dirigent vers la forêt.
Le jour suivant, Roger est attaqué alors qu'il est de garde. Un zombie le traîne vers la rivière, où le garçon parvient à se libérer. Il découvre des canoës, et le groupe décide d'embarquer pour remonter la rivière. Pendant que les scientifiques continuent à chercher un remède, les soldats désinfectent les zones contaminées. Les garçons accostent dans une zone apparemment sûre pour panser la jambe de Patricia, mais l'un d'entre eux, David, est tué par des soldats qui leur tirent dessus. Contraints de fuir vers une zone plus sûre, les garçons parviennent à atteindre un établissement conçu pour accueillir les survivants. Pendant que Roger et Kenny vérifient le périmètre, Patricia et Nancy trouvent une femme en train d'accoucher dans l'infirmerie. Patricia part à la recherche des deux garçons, mais elle est à nouveau surprise par Glen, qui tente de la tuer. Alors que Nancy s'occupe de la femme qui accouche, elle est attaquée et tuée par un zombie ainsi que par le nouveau-né dont la femme vient d'accoucher. Pendant ce temps, les garçons sont attaqués par un groupe de militaires, mais ils parviennent à se libérer et à retourner auprès de Patricia qui vient de tuer Glen. Les garçons quittent le centre et sont attaqués par d'autres zombies, mais parviennent à s'échapper à nouveau, cette fois dans un hélicoptère. Cependant, Roger ne parvient pas à monter à bord et meurt.

## Fiche technique
- Titre original : Zombi 3
- Réalisation : Lucio Fulci, Bruno Mattei, Claudio Fragasso
- Scénario : Claudio Fragasso, Rossella Drudi (it)
- Photographie : Riccardo Grassetti (it)
- Montage : Alberto Moriani
- Musique : Stefano Mainetti (it)
- Effets spéciaux : Franco Di Girolamo, Rodolfo Torrente
- Décors et costumes : Mimmo Scavia (it)
- Maquillage : Franco Di Girolamo
- Production : Franco Gaudenzi
- Société de production : Flora Film
- Pays de production :  Italie
- Langue originale : italien
- Format : Couleurs par Eastmancolor - 1,85:1 - Son stéréo - 35 mm
- Genre : Film de zombies, film d'épouvante
- Durée : 95 minutes
- Dates de sortie : 
  - France : juin 1988 (Festival international du film fantastique et de science-fiction de Paris)
  - Italie : 29 juillet 1988
- Interdit aux moins de 12 ans

## Distribution
- Deran Sarafian : Ken
- Beatrice Ring : Patricia
- Ottaviano Dell'Acqua (it) (sous le nom de « Richard Raymond ») : Roger
- Massimo Vanni (it) (sous le nom d'« Alex McBride ») : Bo
- Ulli Reinthaler : Nancy
- Marina Loi : Carole
- Mike Monty (VF: Gérard Boucaron) : Général Morton
- Robert Marius : Docteur Alan Holder
- Luciano Pigozzi (sous le nom d'« Alan Collins ») : Le directeur de la centrale
- Deborah Bergamini : Lia

## Production

### Mise en scène de Fulci
Après ses deux films précédents produits par Alpha Cinematografica pour le marché étranger, Fulci tente de revenir sur le devant de la scène avec la suite du film d'horreur L'Enfer des zombies, qui lui avait apporté une renommée internationale. L'idée initiale de Fulci, Gianfranco Clerici et Vincenzo Mannino était de tourner la suite en 3D avec le titre de travail de Zombi 3D Le film devait être présenté avec la phrase de lancement « Sarete immersi nel terrore » (litt. « Vous serez plongés dans la terreur »). Le trio a essayé de vendre l'idée à certains producteurs étrangers qui ont d'abord accepté, mais ont ensuite exprimé des doutes sur les difficultés du processus 3D. À cette époque, le film d'horreur en 3D Meurtres en 3 dimensions n'a pas eu de succès en Italie et les producteurs ont totalement abandonné l'idée. Lors d'une interview réalisée par le magazine Mad Movies, Claudio Fragasso a déclaré que l'histoire de la 3D a été inventée et entretenue uniquement pour des raisons publicitaires, et enfin qu'aucune scène en 3D n'a jamais été tournée pour le film.
Pendant cette période, Fragasso et sa femme Rossella Drudi (it) ont écrit un scénario qu'ils ont présenté aux producteurs de Variety Les producteurs ont demandé à Fragasso et Bruno Mattei de réaliser le film, mais comme les deux réalisateurs étaient occupés, les producteurs ont décidé de donner le scénario à Fulci, puisqu'il avait déjà réalisé L'Enfer des zombies. Fulci a ensuite été contacté par son agent Attilio De Santis, qui lui a demandé de réaliser Zombi 3. Fulci a hésité, avant que son agent ne le convainque en lui disant « Fulci, accepte. Ils ont de l'argent, une bonne production et de bons acteurs aux Philippines... ». Fulci accepte donc et part aux Philippines avec sa fille. Le tournage commence en septembre 1987, dure environ cinq semaines et se déroule à Los Baños aux Philippines. Le film a été tourné sous le titre de travail « Revenge of the Zombies ».
Au fil des ans, trois légendes se sont propagées concernant la réalisation de Zombi 3 par Fulci. Certaines sources affirment que Fulci a dû abandonner le tournage pour cause de maladie (une ascite selon Mattei) car le climat des Philippines ne lui était pas favorable. D'autres sources affirment que Fulci a abandonné le tournage en raison de forts désaccords avec la production et Fragasso, Enfin, Fragasso a affirmé dans une interview que Fulci a terminé le film et est resté aux Philippines durant les cinq semaines, mais que le producteur s'est rendu compte après le montage qu'il était nécessaire de tourner vingt à trente minutes de film supplémentaires pour rendre le film plus complet, et qu'il a dû faire appel à un autre réalisateur pour terminer le tournage.

### Mise en scène de Mattei et Fragasso
Fulci a tourné environ 70–75 minutes, ce que le producteur a jugé insuffisant pour un film. Il a ensuite chargé d'autres personnes de tourner de nouvelles scènes de transition pour allonger le film. Deux réalisateurs qui se sont rendus aux Philippines pour terminer le travail commencé par Fulci sont généralement mentionnés, Claudio Fragasso et Bruno Mattei ; cependant, aucun des deux n'apparaît au générique du film,. Fragasso n'apparaît que comme scénariste.
Selon Rossella Drudi, après avoir écrit les scènes de transition manquantes en une nuit, Fragasso est parti le lendemain aux Philippines pour tourner les dernières scènes, avec certains des acteurs absents, dans de nouvelles séquences et avec de nouveaux acteurs. Lorsque Fragasso est arrivé aux Philippines, il a rejoint Mattei qui tournait Robowar - Robot da guerra et tous deux ont partagé les scènes qu'ils avaient tournées séparément, puisqu'ils n'étaient plus en bons termes.
À plusieurs reprises, Fulci a répété qu'il ne considérait pas le film comme le sien. Bien que Fragasso et Drudi aient déclaré que Fulci avait approuvé l'œuvre lorsqu'elle était terminée, ce dernier a par la suite critiqué impitoyablement le résultat obtenu par Mattei et Fragasso, les insultant tous les deux.

### Scénario
Le scénario du film est écrit par Claudio Fragasso et sa femme Rossella Drudi (it), bien que cette dernière ne figure au générique final dans aucune version du film. Initialement, le scénario n'était pas destiné à Fulci, et Fragasso a expliqué lors d'une interview que « Ce scénario était une sorte de revanche après Virus cannibale. Puisque Virus cannibale n'est pas devenu le film que nous voulions, Zombi 3 devait être ce que Virus cannibale n'avait pas été ». En fait, selon certaines interviews données par Drudi, le scénario est écrit par elle et Fragasso avec la complicité de Fulci. Après avoir terminé le scénario, Drudi le présente à Fulci. Selon une clause contractuelle, Fulci pouvait refuser de réaliser le film si le scénario ne lui plaisait pas. Cependant, le réalisateur apprécie la version qui lui est soumise, même s'il se rend compte qu'il ne pourra pas la réaliser telle qu'elle est écrite, car ça rend le film trop cher. Drudi propose alors d'apporter les modifications nécessaires pour rendre le film moins coûteux, mais Fulci réponds qu'il le ferait lui-même plus tard.
Au cours d'une interview réalisée longtemps après le film, Drudi reconstitue la genèse du premier scénario, lié au film précédent, avec des différences appropriées. « Au lieu de situer l'histoire dans une université américaine, on mettait en scène un voyage d'agrément pour un groupe de jeunes garçons. Parmi eux, il y avait aussi des militaires qui jouaient un double jeu, plus un groupe de militaires américains qui étaient là pour protéger les expériences très secrètes d'armes bactériologiques menées par les militaires ». Parmi les éléments du film que l'auteur apprécie le plus, il y a l'accouchement d'une femme saine, mais infectée par le virus, qui donne naissance à un bébé zombie.
Cependant, le scénario ne prévoyait pas que le film soit tourné aux Philippines. Il est donc retravaillé et monté sur place, mais pas par Drudi. Après que Fulci a quitté le plateau, le producteur appelle Drudi et Fragasso pour leur dire que le film n'est pas terminé. En une nuit, Drudi écrit la partie manquante. Elle essaye de donner un sens à l'ensemble en écrivant sur la base de ce qui a été précédemment tourné. Selon Drudi, cependant, Fulci a avalisé l'ensemble de l'œuvre lorsqu'elle a été terminée.

### Attribution des rôles
Le rôle de Patricia est confié à Beatrice Ring, celui de Kenny à Deran Sarafian et celui de Roger à Ottaviano Dell'Acqua (it), crédité dans le film sous le nom de Richard Raymond. Sarafian est devenu par la suite un réalisateur prolifique d'épisodes de séries télévisées, notamment Les Experts et Dr House. Dell'Acqua avait également travaillé avec Fulci sur L'Enfer des zombies, dans un rôle de figurant.
Luciano Pigozzi, également connu sous son pseudonyme d'Alan Collins, joue également dans des scènes tournés par Fulci. Pigozzi est célèbre pour ses apparitions dans des films gothiques italiens, et il a d'abord obtenu dans Zombi 3 le rôle à contre-emploi de directeur d'une centrale, mais ses scènes ont finalement été supprimées par la suite. Pendant cette période, Pigozzi était également occupé aux Philippines à tourner Trappola diabolica et Robot da guerra, deux longs métrages réalisés par Bruno Mattei. Parmi les seconds rôles de Zombi 3, Mike Monty et Massimo Vanni (it) ont également participé aux différents films réalisés par Mattei en 1988. Vanni apparaîtra également dans la suite de Zombi 3 réalisée par Fragasso, Zombie 4. Ulli Reinthaler, qui joue le rôle de Nancy, avait déjà travaillé avec Fulci dans Aenigma. Dell'Acqua et Reinthaler sont les seuls acteurs de la distribution à avoir déjà travaillé avec Fulci avant ce film.
Fragasso et Mattei font une apparition dans le film : ils incarnent deux personnages qui jette dans une fournaise un zombie avec un énorme ventre. D'après Mattei, le zombie en question ressemble à Lucio Fulci : « Nous nous sommes également amusés à nous moquer de Lucio, dans un sens bienveillant bien sûr [...] C'est un hommage "coquin" que nous [lui] avons rendu ». À l'inverse, Fragasso a déclaré dans une interview qu'il n'y a aucun lien entre le zombie et Fulci.

### Photographie
Riccardo Grassetti est engagé comme chef opérateur. Initialement, le film devait surtout être tourné de nuit, mais la santé de Fulci ne le permettait pas car les nuits étaient trop humides. Les extérieurs aux Philippines ont donc été filmés en journée. Les scènes nocturnes ont été tournées en studio à Rome.

### Scènes coupées
Certaines scènes tournées ont été éliminées du montage final du film :
- Une image montre un zombie attaquant une fille allongée sur une planche de surf sur un étang. Cette illustration a été utilisée dans plusieurs articles de presse promouvant le film. Dans le magazine Nosferatu, la légende de l'image fait le rapprochement entre le zombie et Jason Voorhees en raison de la ressemblance de l'illustration avec la scène finale de Vendredi 13, dans laquelle la protagoniste, alors qu'elle se trouve sur un canoë, est attaquée par un garçon qui l'entraîne dans les profondeurs du lac[17]. La même image a été utilisée par Marcello Garofalo dans la section « Bizarro! Movies » du magazine Ciak pour illustrer Zombi 3. Cependant, la séquence n'est pas présente dans la version italienne ni dans la version japonaise (qui comprend plusieurs scènes supplémentaires de Mattei). Selon le rédacteur en chef du magazine Nocturno Davide Pulici (it) qui dit s'être renseigné auprès du producteur Franco Gaudenzi, cette scène coupée a été tournée par Fulci lui-même[18].
- Des scènes supplémentaires tournées par Mattei ont été incluses dans la version japonaise. Elles ont été doublées en italien, mais n'ont pas été inclus dans les différentes versions internationales. Il y a trois scènes : le prologue avec une expérimentation sur un cadavre, la fuite du protagoniste dans la forêt et une scène qui montre Lia avant qu'elle ne se transforme en zombie.

Le prologue, dans lequel le Dr Holder et son assistant tentent de réanimer un corps, est inclus dans la version japonaise distribuée par Tokuma Video and Magnet DVD. Ces trois scènes ont été restaurées et incluses dans la version italienne du DVD publiée par Cinekult en 2011. Certaines scènes ont été restaurées aux États-Unis en 2002 et distribuées par Shriek Show.

## Exploitation

### Censure
Le film a été approuvé par la commission de censure italienne le 2 juin 1988, sous le visa d'exploitation no 83666, assorti d'une interdiction aux moins de 14 ans. En Allemagne, Zombi 3 a d'abord été interdit, puis fortement coupé ; il y est toujours interdit aux moins de 16 ans. En Norvège, la version non censurée a été distribuée en 2008, assortie d'une interdiction aux moins de 18 ans. Aux États-Unis, la Motion Picture Association of America a catalogué le film sous le visa R (« Restricted »), qui est destiné aux films comportant de la violence, du gore et un langage grossier. Le DVD The Shriek Show est ensuite sorti sans coupure. Au Royaume-Uni, le film a été fortement coupé, certaines scènes ayant été supprimées et la durée de diffusion réduite. Le film est toujours interdit aux moins de 18 ans au Royaume-Uni.

### Sortie
Zombi 3 est sorti dans les cinémas italiens le 29 juillet 1988. La première projection a eu lieu au cinéma Manzoni de Milan. Le film a fait un bide, sans même parvenir à se classer parmi les cent premiers films la saison cinématographique 1988/89. L'échec a également été attribué au fait qu'en 1988, l'épouvante et le sang n'attiraient plus autant de spectateurs que quelques années auparavant. La suite a également déçu les inconditionnels de L'Enfer des zombies,. En conséquence, Zombi 3 n'est sorti qu'au Portugal le 30 août 1989, tandis que dans le reste du monde, le film est sorti directement en cassette vidéo.
En France, le film a été projeté au Grand Rex en juin 1988 dans le cadre du Festival international du film fantastique et de science-fiction de Paris. Il est ensuite sorti en cassette chez Delta Video puis en DVD chez Seven Sept. Il a été projeté le 22 septembre 2018 lors de la Nuit Nanarland.
Bien que le film ait acquis une certaine notoriété au fil des ans, il n'a jamais bénéficié d'une distribution officielle dans les cinémas en dehors de l'Italie.

### Accueil critique
Contrairement au film précédent, Zombi 3 n'a reçu que des critiques négatives. Cependant, le critique américain Louis Paul estime qu'au fil des ans, le film a été réévalué et est devenu un film culte.
En Italie, Zombi 3 n'a pas été plébiscité. L'un des rares critiques à avoir partiellement sauvé le film est le journaliste Claudio Carabba, affirmant que « par moments, on peut apercevoir le travail du réalisateur Fulci ». La critique du journal Il Messaggero, a égrené les rebondissements les plus importants du film et a conclu en disant que « Les récits symboliques des films d'horreur sont riches, même s'ils sont mal délivrés ; si vous passez outre des dialogues niais, il y a quelque chose à en tirer ». Le site Film TV donne au film 2 étoiles sur cinq et termine la critique en le qualifiant de « négligemment tourné par Fulci, c'est l'un de ses films les moins intéressants ». Roberto Rippa du webzine Rapporto Confidenziale a qualifié le film de « [...] mauvais. Plus que cela, c'est un non-film, une œuvre sans intérêt, fastidieuse, pleine de plagiats (et non de références) mal dégrossis ».
Dans le livre The Walking Dead - L'evoluzione degli zombie in TV nel fumetto e nel videogioco, le film reçoit un accueil négatif et est décrit comme « [...] beaucoup plus superficiel que le film précédent [...] » et comme « [...] tentant de répéter de manière insipide les histoires déjà vues d'antagonisme entre militaires et morts-vivants, mais c'est clairement le fond du panier des films du genre ». Roberto Chiti, Roberto Poppi et Enrico Lancia dans leur encyclopédie du cinéma décrivent Zombi 3 comme un gâchis commercial, ringard et sans idées, qui n'ajoute rien à la filmographie des deux réalisateurs, Fulci et Mattei. Rudy Salvagnini (it) dans son Dizionario dei film horror lui donne une étoile sur cinq, et écrit que « Le résultat final est un film avec peu de scénario et peu de séquences d'horreur notables, bourré de scènes d'action peu concluantes avec des militaires qui se tirent dessus » ; il critique négativement la distribution, mais ajoute que « Les zombies ne sont pas mauvais ». Le site Fantafilm a qualifié le film de « remâchage indigeste de films de zombies » , une critique similaire à celle de Farinotti qui écrit « Un film d'horreur d'une rare laideur, indigne de la signature et de l'inventivité de Lucio Fulci ».
En France, sept critiques de Nanarland lui accorde une moyenne de 3,54 sur 5. Si « comme d'habitude[, les] acteurs jouent tous comme des pieds, soit qu’ils soient monolithiques et inexpressifs, soit qu’ils en fassent des tonnes », « l’accumulation de cartons sur les zombies et les traditionnelles scènes de gloutonnerie dont sont victimes les vivants évitent que l’ennui ne s’installe et l’ensemble parvient au final à faire mieux que simplement tenir la route ». Ils ajoutent que « sans parvenir à renouer avec l’ambiance cradingue de Zombi 2, cet opus demeure un petit film de genre assez efficace, servi par un thème musical entêtant et vigoureux composé sur un synthé aux sonorités eighties inégalables ».
Aux États-Unis, les quelques critiques du site américain Rotten Tomatoes sont plutôt négatives. Mick Martin et Marsha Porter dans le livre DVD & Video Guide 2005 ont qualifié le film d'« horrible ». Jamie Russell dans l'ouvrage Book of the Dead : the Complete History of Zombie Cinema a dénigré le film, le décrivant comme « une terrible déception, vraiment un concentré d'incompétences combinant des prestations ineptes avec une intrigue ridicule ». Glenn Kay dans l'ouvrage Zombie Movies : The Ultimate Guide a jugé le film « [...] très mauvais, mais il y a quand même beaucoup de sang et il nous donne quelques fous-rires involontaires ». Le journaliste Robert Firsching du site AllMovie a donné au film une étoile et demie sur cinq et a critiqué négativement le travail de Fragasso et le film en général.